# Chích họng trắng
Chích họng trắng là một loài chim trong họ Phylloscopidae.